# یواس‌اس اریکسون (دی‌دی-۴۴۰)
یواس‌اس اریکسون (دی‌دی-۴۴۰) (به انگلیسی: USS Ericsson (DD-440)) یک کشتی بود که طول آن ۳۴۸ فوت ۳ اینچ (۱۰۶٫۱۵ متر) بود. این کشتی در سال ۱۹۴۰ ساخته شد.